# Piala Pertiwi 2019
Die Piala Pertiwi 2019 war die sechste Spielzeit der indonesischen Fußballliga der Frauen. Titelverteidiger war die Mannschaft aus Papua. Die Saison begann am 21. April und endete am 3. Mai 2019.

## Teilnehmer
Folgende Mannschaften nahmen an der Piala Pertiwi 2019 teil:
| - DI Yogyakarta - Sumatera Selatan - Jawa Tengah - Nusa Tenggara Barat - Jawa Barat - Banten - Bengkulu | - Papua - Bangka Belitung - Jawa Timur - Sumatera Utara - DKI Jakarta - Sulawesi Selatan - Bali |

## Vorrunde

### Qualifikation
| Pl. | Verein              | Sp. | S | U | N | Tore    | Diff. | Punkte |
| --- | ------------------- | --- | - | - | - | ------- | ----- | ------ |
| 1.  | DI Yogyakarta       | 3   | 2 | 1 | 0 | 017:300 | +14   | 07     |
| 2.  | Sumatera Selatan    | 3   | 1 | 2 | 0 | 011:300 | +8    | 05     |
| 3.  | Jawa Tengah         | 3   | 1 | 1 | 1 | 006:400 | +2    | 04     |
| 4.  | Nusa Tenggara Barat | 3   | 0 | 0 | 3 | 000:240 | −24   | 0      |

| Zum 3. Spieltag:             |
| Qualifikation zur Hauptrunde |

## Hauptrunde

### Gruppe A
| Pl. | Verein     | Sp. | S | U | N | Tore    | Diff. | Punkte |
| --- | ---------- | --- | - | - | - | ------- | ----- | ------ |
| 1.  | Jawa Barat | 2   | 1 | 1 | 0 | 015:100 | +14   | 04     |
| 2.  | Banten     | 2   | 1 | 1 | 0 | 007:200 | +5    | 04     |
| 3.  | Bengkulu   | 2   | 0 | 0 | 2 | 001:200 | −19   | 0      |
| 4.  | Bali       | 0   | 0 | 0 | 0 | 000:000 | ±0    | 0      |

| Zum 2. Spieltag:                                                     |
| Qualifikation zum Meisterschaftsfinale Ausschluss aus dem Wettbewerb |

### Gruppe B
| Pl. | Verein           | Sp. | S | U | N | Tore    | Diff. | Punkte |
| --- | ---------------- | --- | - | - | - | ------- | ----- | ------ |
| 1.  | Bangka Belitung  | 3   | 3 | 0 | 0 | 009:100 | +8    | 09     |
| 2.  | Sumatera Selatan | 3   | 2 | 0 | 1 | 007:200 | +5    | 06     |
| 3.  | Jawa Timur       | 3   | 1 | 0 | 2 | 003:500 | −2    | 03     |
| 4.  | Sumatera Utara   | 3   | 0 | 0 | 3 | 001:120 | −11   | 0      |

| Zum 3. Spieltag:                       |
| Qualifikation zum Meisterschaftsfinale |

### Gruppe C
| Pl. | Verein           | Sp. | S | U | N | Tore    | Diff. | Punkte |
| --- | ---------------- | --- | - | - | - | ------- | ----- | ------ |
| 1.  | DI Yogyakarta    | 2   | 1 | 1 | 0 | 005:100 | +4    | 04     |
| 2.  | DKI Jakarta      | 2   | 0 | 2 | 0 | 001:100 | ±0    | 02     |
| 3.  | Sulawesi Selatan | 2   | 0 | 1 | 1 | 000:400 | −4    | 01     |
| 4.  | Bali             | 0   | 0 | 0 | 0 | 000:000 | ±0    | 0      |

| Zum 3. Spieltag:                                                     |
| Qualifikation zum Meisterschaftsfinale Ausschluss aus dem Wettbewerb |

## Meisterschaftsfinale

### Viertelfinale
Das Viertelfinale fand am 1. Mai 2019 statt.
|                 | Ergebnis        |                  |
| --------------- | --------------- | ---------------- |
| Jawa Barat      | 0:3             | Sumatera Selatan |
| Bangka Belitung | 1:0             | Banten           |
| DI Yogyakarta   | 2:1             | Jawa Timur       |
| DKI Jakarta     | 0:0 (3:0 i. E.) | Sulawesi Selatan |

### Halbfinale
Das Halbfinale fand am 2. Mai 2019 statt.
|                  | Ergebnis |               |
| ---------------- | -------- | ------------- |
| Sumatera Selatan | 3:0      | DI Yogyakarta |
| Bangka Belitung  | 1:0      | DKI Jakarta   |

### Spiel um Platz 3.
Das Spiel um Platz 3. fand am 3. Mai 2019 statt.
|               | Ergebnis |             |
| ------------- | -------- | ----------- |
| DI Yogyakarta | 1:0      | DKI Jakarta |

### Finale
Das Spiel Finale fand am 3. Mai 2019 statt.
|                  | Ergebnis |                 |
| ---------------- | -------- | --------------- |
| Sumatera Selatan | 2:1      | Bangka Belitung |